# Приворотень горцівський
Приворотень горцівський (Alchemilla gorcensis) — вид квіткових рослин родини трояндових (Rosaceae).

## Біоморфологічна характеристика
Багаторічник, 25–60 см. Пластинки прикореневих листків широко-ниркоподібні з дуже широкою базальною виїмкою (понад 90º).

## Поширення
Європа: Болгарія, Словаччина, Греція, Польща, Румунія, Україна, Боснія і Герцеговина, Македонія, Сербія.
В Україні росте у Карпатах (Чивчино-Гринявські гори) — на гірських луках, дуже рідко.